# استان ضالع
ضالع (به عربی:  محافظة الضالع ) نام استانی در کشور یمن در شبه جزیره عربستان است.

## تاریخیچه
تاریخ این شهر به دوران بسیار دور بر می‌گردد، مؤرخ وتاریخ‌نویس مشهور «الآکوع» می‌نویسد که نام این شهر در بادی الآمر «بلاد الآغضور والآجعود و ردفان» بوده‌است؛ و در اوائل قرن چهارده هم میلادی به مرکز امارت «الضالع» تبدیل می‌یابد.

## جغرافیا
استان ضالع در جنوب شرقی اِب واقع شده‌است، و در ۹۶ کیلومتری عَدَن قرار دارد.

## جمعیت
جمعیت استان ضالع در حدود ۴۷۰،۰۰۰ نفر می‌باشد. دارای بازار گسترده سبزی فروشی وبقولات است. اکثر جمعیت این استان سنی مذهب شافعی ، و اقلیت جمعیت استان نیز شیعه زیدی هستند.

## شهرستان‌ها
| - الأزارق - جبن - جحاف - الحشاء - الحصین | - دمت - الشعیب - الضالع - قعطبة |  |

## قبائل
قبائل متعددی در این استان زندگی می‌کنند؛ و مشهورترین آن‌ها عبارت‌اند از:
- قبیلهٔ الآزارق.
- قبیلهٔ زُبَید.
- قیبلهٔ الشاعری.
- قبیلهٔ الآجعود.

## روستاهای توابع
روستاهایی که از توابع استان ضالع به‌شمار می‌آیند:
- روستاهای: مخلاف، خمر، العشه ساکنان این سه روستا ۴۰۶ نفر می‌باشند.
- روستای: جبل ضوران در ناحیه المنار جمعیت آن ۴۴۹ نفر می‌باشند.
- روستای: حُفاف جمعیتش ۲۶۵ نفر می‌باشند.
- روستای: الحمیة الداخلیة ۴۴۷ نفر جمعیت دارد.